# Nintendo Power (cartucho)
Nintendo Power (japonês: ニンテンドーパワー, Hepburn: Nintendō Pawā) é um cartucho de memória flash RAM lançado apenas no Japão e e pela Nintendo para os consoles Super Famicom e Game Boy. O serviço, agora extinto, permitia que os proprietários baixassem jogos de Super Famicom e Game Boy em um cartucho de memória flash especial (ROM) por um preço mais baixo comparado a um cartucho cheio.

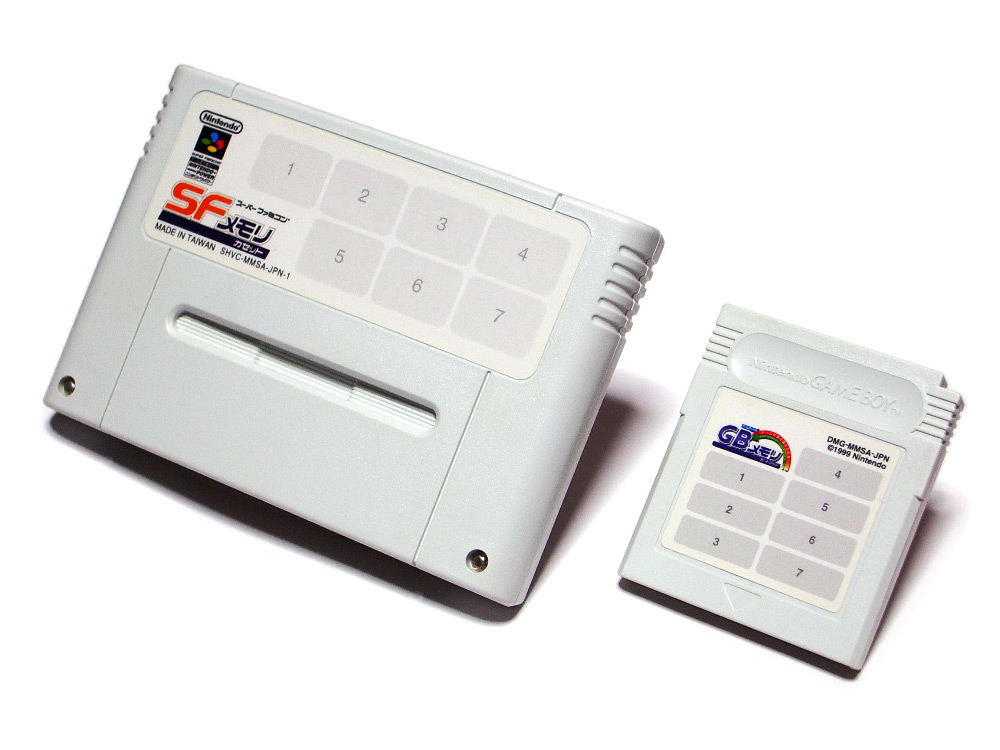
Cartuchos Nintendo Power para Super Famicom e Game Boy.

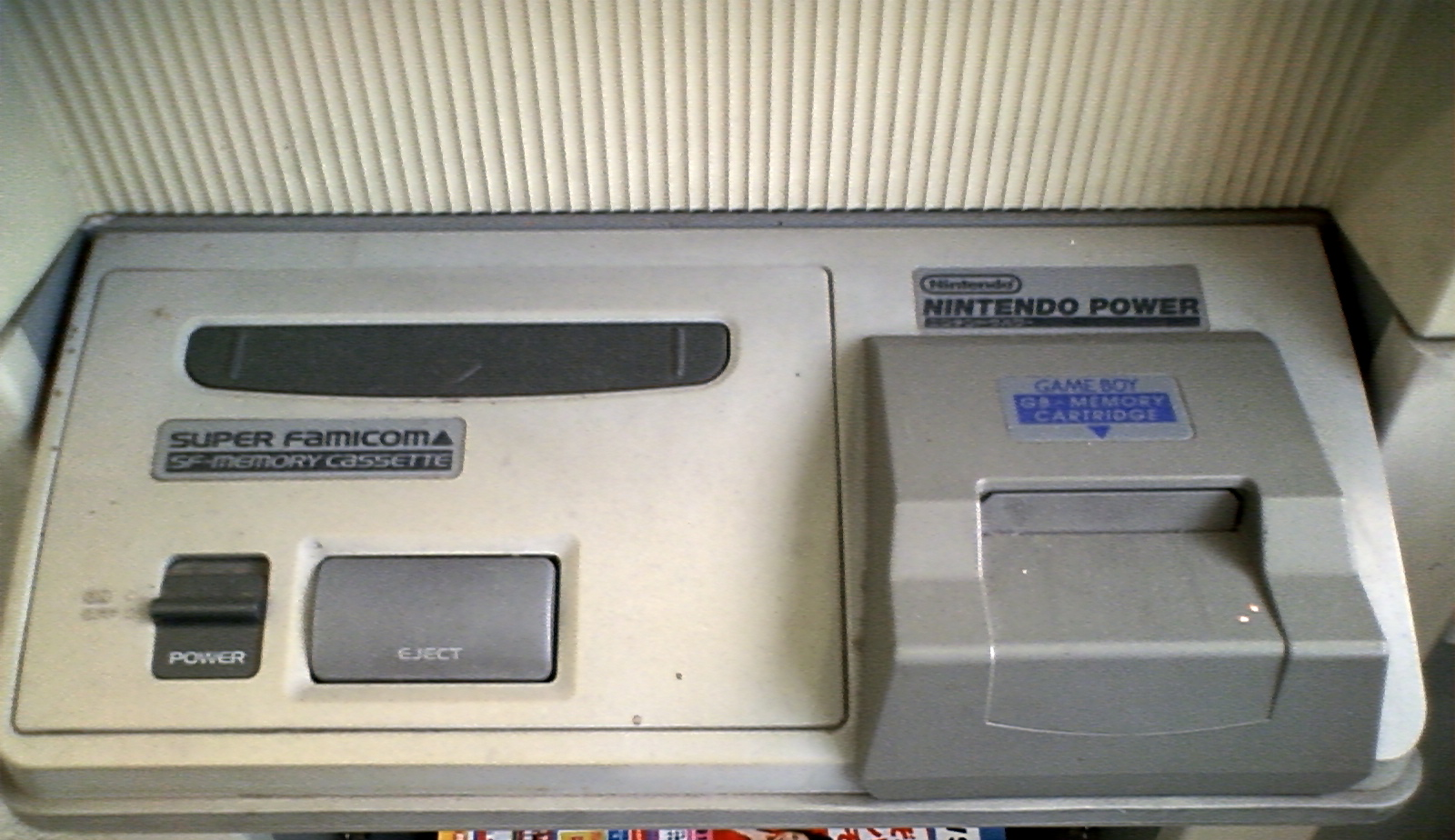
Gravador de cartuchos presentes nos quiosques.

Um sistema semelhante de distribuição regravável para quiosques tinha sido utilizado anteriormente pelo Family Computer Disk System Famicom Disk da década de 1980. A Nintendo então implantou outro subsistema de armazenamento flash dinâmico no Satellaview em 1990, para a entrega de um conjunto diferente de jogos únicos para Super Famicom através da rede de satélites St.GIGA, já extinta. Em 2003, a Nintendo lançou uma outra rede de quiosques para o jogo iQue Player na China.